# Trzonki
Trzonki (niem. Trzonken, 1938–1945 Mövenau) – wieś w Polsce położona w województwie warmińsko-mazurskim, w powiecie piskim, w gminie Pisz.
Do 1954 roku siedziba gminy Trzonki. W latach 1975–1998 miejscowość administracyjnie należała do województwa suwalskiego. Przed 1945 r. wieś była częścią Prus Wschodnich. W 2010 roku wieś liczyła 191 mieszkańców.

## Położenie
Wieś położona jest w południowo-wschodniej części województwa warmińsko–mazurskiego, na Równinie Mazurskiej, 8 km na północ od Piszu, w pobliżu jeziora Roś, około 1 km na wschód od drogi krajowej nr 63.

## Historia
Wieś powstała jako dobra służebne w 1513 roku, gdy zakupili je Stanisław Zegadło i Mikołaj Wróbel. Obejmowała ona 20 łanów na prawie magdeburskim. Wcześniej istniała w pobliżu buda rybacka. W 1547 roku przywilej na Trzonki został odnowiony przez księcia Albrechta. W wyniku epidemii dżumy, która dotarła do wsi latem 1710 roku, populacja miejscowości znacznie się zmniejszyła (zmarło 73 mieszkańców).
Szkoła we wsi powstała w 1737 roku. W 1935 roku uczęszczało do niej 94 dzieci, pracowało dwóch nauczycieli.
Przez wieś od 1905 roku przebiegała linia kolejowa Pisz – Orzysz, znajdował się tu dworzec składający się z czterech budynków: dworca, dwóch gospodarczych i magazynu spedycji kolejowej. Po zdemontowaniu linii w 1945 roku część zabudowań rozebrano; pozostałe dwa znajdują się obecnie w prywatnych rękach. Pierwszym wójtem we wsi po II wojnie światowej był Edward Müller.
Aktualnie wieś jest siedzibą sołectwa.
Liczba mieszkańców w poszczególnych okresach:
- 1857 r. – 155 osób

- 1864 r. – 210 osób

- 1867 r. – 216 osób

- 1933 r. – 284 osoby

- 1939 r. – 286 osób

- 1988 r. – 179 osób

## Szkolnictwo
W Trzonkach działa szkoła podstawowa.

## Zabytki
- budynek dworca kolejowego z początku XX wieku, wraz z budynkiem gospodarczym
- dawny cmentarz ewangelicki z pierwszej połowy XX wieku